# Telescopus dhara
Telescopus dhara là một loài rắn trong họ Rắn nước. Loài này được Forskal mô tả khoa học đầu tiên năm 1775.